# 朗尼·埃格尔斯顿
朗尼·J·埃格尔斯顿（英語：Lonnie J. Eggleston，1918年6月8日—1998年7月10日），美国NBA联盟前职业篮球运动员。